# 穏原小学校
穏原小学校（おんばらしょうがっこう）は、明治時代から終戦直後1946年まで東京・原宿にあった公立小学校である。現在の渋谷区地域においては、4番目に古い歴史を持つ小学校であった。

## 概要
穏原小学校は江戸時代から続く寺子屋教育に端を発する学校であり、1881年（明治14年）、東京府南豊島郡穏田・原宿両村の「連合小学校」として原宿70番地（当時）に開校した。当初の児童数は24名で、近隣の妙円寺などの寺子屋の生徒も収容された。
その後、穏原小学校と改称されたが、「穏原（おんばら）」の名は、穏田と原宿から一字ずつとったもので、穏田一丁目（当時）のネッコ坂界隈に邸宅を構えていた明治の元勲、後の陸軍大将・大山厳による命名である。

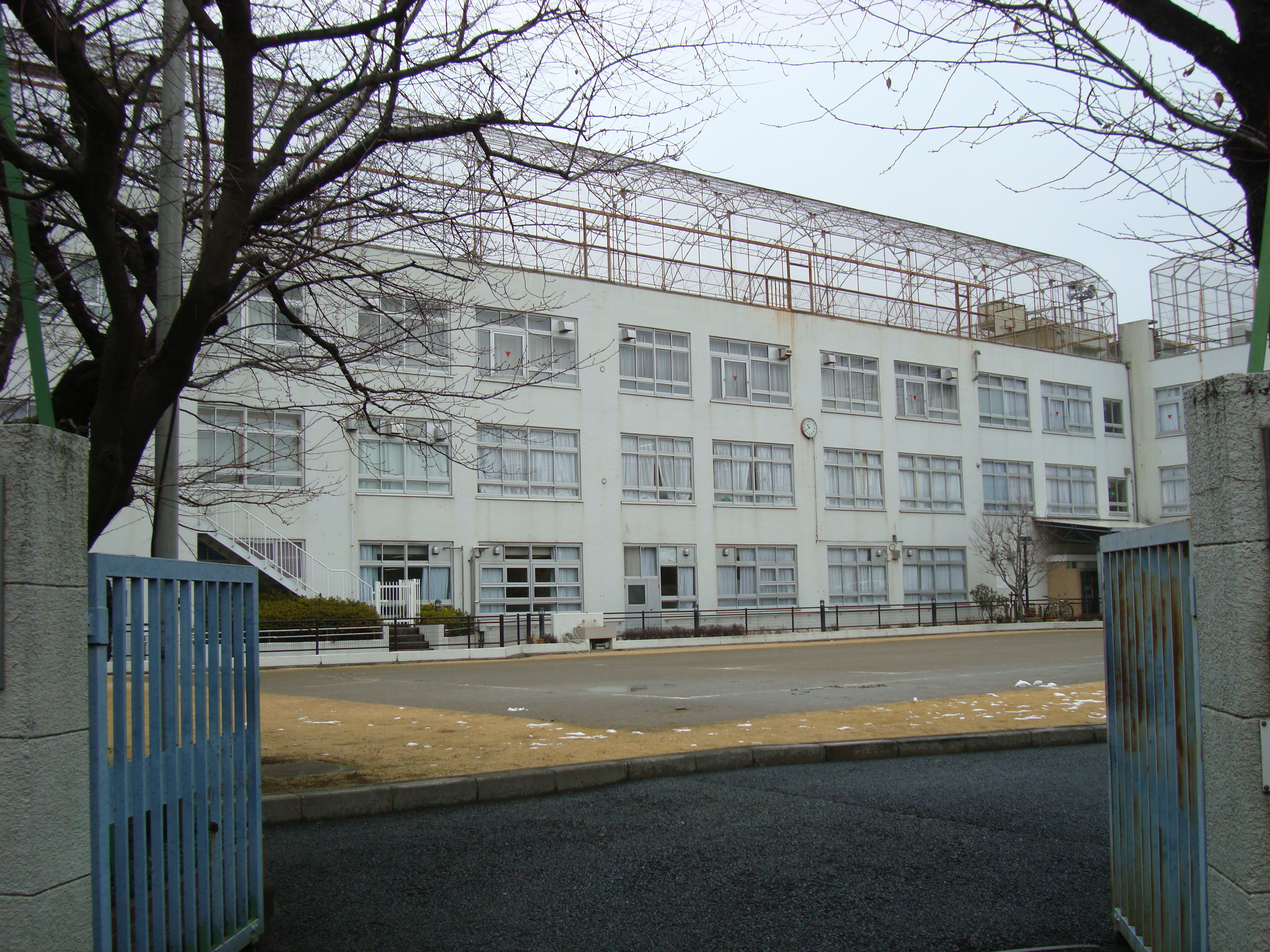
穏原小学校（原宿国民学校）跡に建つ旧原宿中学校
- 神宮前3丁目、2011年（平成23年））

住宅化の進行と児童数の増加に伴って1889年（明治22年）には現在の妙円寺の地に校舎を新築した。その後も児童数は増加し、1900年（明治33年）には原宿170番地（当時）に移転、さらに最終的な所在地となった現在の渋谷区神宮前3丁目（現在の原宿中学校跡地＝ケアコミュニティ原宿の丘）に移った。この間、1923年（大正12年）には、後に神宮前小学校となる分教場、豊多摩郡千駄ヶ谷町立穏原尋常小学校分教場が開設されている。1941年（昭和16年）には、国民学校令の公布に伴い、原宿国民学校に改称した。
このように目覚しい発展を遂げた学校であったが、太平洋戦争（大東亜戦争）の戦局の悪化に伴って1944年（昭和19年）より疎開、1945年（昭和20年）5月のアメリカ軍による東京大空襲により校舎の全てを焼失した。学校は敗戦後の1946年（昭和21年）3月、復興されることなくそのまま廃校となり、在校児童は神宮前小学校に移された。廃校の背景には、生徒数の激減があったともいわれる。
学校跡地は1960年（昭和35年）から外苑中学校の分教場として使われ、1962年（昭和37年）には独立した中学校、原宿中学校となった。その原宿中学校も1997年（平成9年）をもって廃校となり、敷地・建物は現在、渋谷区の福祉施設「ケアコミュニティ原宿の丘」として使用されている。

## 関係者
出身者
- 霧立のぼる（女優）